# Jean-Claude Frécon
Pour les articles homonymes, voir Frécon.
Jean-Claude Frécon est un homme politique français, membre du Parti socialiste, né le 3 septembre 1944 à Castellane (Alpes-de-Haute-Provence) et mort le 10 décembre 2016 à Givors (Rhône).

## Biographie
Jean-Claude Frécon est élu sénateur de la Loire le 23 septembre 2001, puis réélu le 25 septembre 2011.
Jusqu'en octobre 2014, Jean-Claude Frécon est aussi membre titulaire et président de la Chambre des pouvoirs locaux du Conseil de l’Europe, avant d'être élu le 14 octobre 2014 à la présidence du Congrès des pouvoirs locaux et régionaux du Conseil de l'Europe, en lieu et place d'Herwig van Staa (en).
Jean-Claude Frécon meurt le 10 décembre 2016. Évelyne Rivollier le remplace au Sénat.

## Autres mandats
- Maire de Pouilly-lès-Feurs de 1983 à 2006 et conseiller municipal jusqu'à sa mort.

- Conseiller général de la Loire (canton de Feurs) de 1979 à 2003.
- Vice-président de l'Association des maires de France de 1988 à 2006.